# Preußische G 8.3
Die preußischen G 8.3 waren Güterzuglokomotiven der Bauart 1’D h3 mit Heißdampf-Drillingstriebwerk. Die Reihe wurde wegen des Mangels an Güterzuglokomotiven nach dem Ersten Weltkrieg entwickelt. Dabei wurde eine Anregung aus Württemberg aufgegriffen, eine Lok mit der Achsfolge 1’D aus der 1’E-Lok der preußischen Gattung G 12 zu entwerfen. Das erste Fahrzeug wurde 1918 geliefert. Gegenüber der G 12 hatte man eine Kuppelachse und einen Langkesselschuss weggelassen und den Zylinderdurchmesser verringert. Nachdem sie sich bewährt hatte, stellte man insgesamt 85 Serienlokomotiven in Dienst, die die Deutsche Reichsbahn alle übernahm. Sie erhielten nach dem Umbezeichnungsplan von 1925 die Reihenbezeichnung 561 und die Betriebsnummern 56 101–185. Ein Weiterbau unterblieb wegen des wartungsaufwändigen Innentriebwerkes und weil sich herausgestellt hatte, dass die einfache Verkürzung einer Lokomotive doch nicht zu optimalen Ergebnissen führt, zugunsten der vereinfachten, doch ansonsten identischen G 8.2 mit Zwillingstriebwerk.

## Verbleib
Von den 85 gebauten Lokomotiven überstanden 68 den Zweiten Weltkrieg. Fünf davon verblieben in den Westzonen. Sie wurden bereits 1946/47 an die Osthannoverschen Eisenbahnen (OHE) verkauft und in 56 101–105 umgezeichnet (in der Reihenfolge 56 152, 56 169, 56 110, 56 167 und 56 170). Die OHE ließ davon die Lokomotiven 56 101–103 und 56 105 in Zweizylindermaschinen umbauen. Dabei wurden die Innenzylinder, deren Triebwerk sowie die Steuerung ausgebaut und die Maschinen erhielten zwei äußere Zylinder der pr. G 8.2 mit entsprechenden Anpassungsarbeiten. Außerdem erhielten die Tender aller Maschinen eine Wetterschutzwand zum Schutz der Personale bei Rückwärtsfahrt. 1958 wurde die 56 104 ausgemustert, die 56 101 und 102 folgten 1961, die restlichen beiden Maschinen 1964.
62 Lokomotiven gingen an die Deutsche Reichsbahn. Diese musterte sie bis 1967 aus, EDV-Nummern erhielten sie damit nicht mehr. In Polen verblieben 16 Maschinen bei den PKP, die dort als Tr3 bezeichnet wurden. Es blieb kein Exemplar erhalten.

## Technische Merkmale
Die Maschinen waren auf einem von der Gattung G 12 übernommenen, um eine Kuppelachse verkürzten Barrenrahmen aufgebaut, die Laufachse war eine Bisselachse mit ±80 Millimetern Seitenausschlag. Die erste, dritte und vierte Kuppelachse waren fest im Rahmen gelagert, die zweite hatte ±25 Millimeter Seitenverschiebbarkeit und die Treibachse um 15 Millimeter geschwächte Spurkränze. Die Tragfedern der Lauf- sowie der ersten und zweiten Kuppelachse waren durch Ausgleichshebel verbunden, die dritte und vierte Kuppelachse wurden durch je eine gemeinsame Tragfeder auf beiden Seiten abgefedert. Die Lokomotive stützte sich damit auf drei Punkten auf dem Laufwerk ab. Die waagerecht eingebauten Außen- und der geneigte Innenzylinder wirkten auf die dritte Kuppelachse. Die Zylinder waren mit druckluftbetätigten Eckventilen als Leerlaufeinrichtung und Zylindersicherheitsventilen ausgerüstet. Die Steuerung war Bauart Heusinger mit Kuhnscher Schleife, die des Innenzylinders wurde über zwei Übertragungswellen von den Schieberkreuzköpfen der Außenzylinder abgeleitet. Für die unter Dampf gehenden Teile gab es eine Zentralschmierung.
Die Maschinen wurden mit der einlösigen Druckluftbremse Bauart Knorr (Kbr m.Z.) geliefert, die zweistufige Luftpumpe Bauart Knorr lag auf der rechten Seite über der Treibachse. Abgebremst wurden die Kuppelachsen einseitig von vorn. Auf dem Langkesselscheitel gab es zwei Sandkästen, gesandet werden konnten die Räder der ersten und dritten Kuppelachse von vorn, die der zweiten beidseitig und die der vierten von hinten. Dampfheizungsanschlüsse gab es an der Lokomotive und am Tender. Die Lokomotiven wurden mit Fettgasbeleuchtung Bauart Pintsch geliefert, später erhielten sie elektrische Beleuchtung mit Turbogenerator links neben dem Schornstein.
Der Kessel bestand aus zwei Langkesselschüssen, der Stehkessel war, typisch für um 1920 gebaute preußische Lokomotiven, Bauart Belpaire. Er war mit einem Speisedom auf dem ersten, dem Dampfdom mit Nassdampfregler auf dem zweiten Kesselschuss und einem Rauchrohrüberhitzer Bauart Schmidt ausgerüstet. Die Kessel wurden mit Stahlfeuerbüchsen geliefert, die später durch Kupferfeuerbüchsen ersetzt wurden. Die Speiseeinrichtung bestand aus einer Kolbenspeisepumpe Bauart Knorr mit Oberflächenvorwärmer sowie einer Dampfstrahlpumpe Bauart Strube.
Die Lokomotiven waren mit Schlepptendern der Bauart pr 3 T20 gekuppelt.